# كميتك
كمیتك (بالإنجليزية: Komitak)‏ هي قرية تقع في قسم كاوة آهنغر الريفي (مقاطعة تشادغان) في إيران. يقدر عدد سكانها بـ 865 نسمة بحسب إحصاء 2016.